# ObsCure
ObsCure é um jogo de ação e terror. Criado em 2004 pela Hydravision, o jogo ObsCure tem como principal objetivo a sobrevivência. Em um colégio repleto de monstros, o jogo tenta passar alguns sustos imediatos; consegue transmitir-nos uma sensação de que algo vai acontecer, quando na verdade nada se passa. Por ser um jogo arrepiante, ObsCure possui uma atmosfera bem conseguida. O jogo foi lançado em outubro de 2004, para o Playstation 2, Xbox, Wii e PC.

## História
A história de ObsCure se passa no Colégio Leafmore, que é dirigido pelo diretor Herbert Friedman. Um dia, um aluno chamado Kenny, decide ficar até mais tarde na escola jogando basquete, quando percebe que sua mochila foi roubada. Ao tentar perseguir quem roubou, acaba chegando em um misterioso porão, e em uma estranha sala, encontra um aluno chamado Dan, em um estado muito estranho. Ao tentar sair do porão, estranhas criaturas aparecem e matam Dan. Kenny tenta fugir, mas alguém acaba fechando o alçapão do porão, deixando ele trancado lá com várias criaturas bizarras. No dia seguinte, sua irmã Shannon e sua namorada Ashley, sentem pela falta de Kenny, e concluem que ele desapareceu na escola. Então se reúnem com Josh para lhe achar, e acabam ficando trancados na escola em um sábado, mas eles não podiam saber que muitas coisas iriam acontecer. Pouco mais tarde, encontram Stan na escola, e ele se reúne ao grupo. Eles descobrem que os bichos que aparecem na escola podem ser detidos pela luz, por isso o uso de uma lanterna é indispensável, além de poder quebrar as janelas quando possível, ao passar do tempo, pistas vão aparecendo, e cabe ao jogador desvendá-las, a história se baseia em alguns energéticos que o diretor havia testado em alguns alunos, como Dan, por exemplo. ObsCure é um survival-horror com um enredo inusitado, já que a história começa quando um grupo de jovens encontra uma planta misteriosa no campus da universidade que estudam e o vegetal se mostra hospedeiro de uma miríade de bichos infernais, liberando sobre a instituição de ensino horror e medo.
ObsCure exige a cooperação constante entre o jogador e seu aliado, que pode ser controlado pelo computador ou administrado por outro jogador que pode assumí-lo a qualquer momento da partida, sendo assim um jogo "Multiplayer". Existem seis personagens no total que serão revezados durante o jogo, onde cada um deles possui habilidades distintas e armas suficientes para destruir as estranhas criaturas.
O jogador assume o papel de um dos universitários e deve lutar pela sua vida enquanto tenta solucionar o mistério.
A novidade é que sua meta não é salvar apenas a própria pele, mas também outros quatro estudantes em segurança, mas com um detalhe: você pode usar um deles como "sacrifício" para ajudar a salvar os demais.

## Personagens
- Kenny Matthews: Kenny é considerado o protagonista do jogo. Nascido no dia 30 de junho de 1984, Kenny é um esportista ágil e rápido, porém, meio irresponsável. Um dia, ao ficar até mais tarde na escola para jogar basquete, ele acaba tendo sua bolsa roubada, e ao tentar perseguir quem roubou, acaba por ficar preso num porão misterioso e repleto de criaturas.
- Shannon Matthews: Irmã mais nova de Kenny, Shannon que é nascida no dia 23 de agosto de 1986, é totalmente diferente do irmão, já que é responsável e compenetrada nos estudos. Ela sempre tira as melhores notas do colégio, e é a "cérebro" do grupo, tanto que ajuda os amigos quando estão machucados, graças a seus conhecimentos de medicina e luta.
- Josh Carter: Josh, que é nascido no dia 29 de novembro de 1985, é um jovem que sonha em ser repórter, e vive com sua inseparável câmera, filmando ou os jogos de basquete de Kenny, ou os peitos da Ashley. É Josh que dá a ideia de seus amigos investigarem o sumiço de Kenny, uma vez que ele é um ótimo investigador. Parece também,ter uma queda por Shannon.
- Stanley "Stan" Jones: Stan, é o típico "aluno-problema" da escola. Nascido em 20 de junho de 1985, ele nunca tira boas notas, e corre o risco de repetir pela terceira vez. Se junta a Shannon e os outros após ser flagrado tentando adulterar suas notas, e ajuda no resgate de Kenny. Se mostra um grande amigo, e tem como grande especialidade abrir portas trancadas.
- Ashley Thompson: Ashley é a namorada de Kenny. Nascida em 17 de janeiro de 1985, é uma jovem inteligente e determinada, é uma lutadora nata. Sabe lidar perfeitamente com qualquer arma, o que é de grande ajuda para todos.

## Jogabilidade
ObsCure é um dos únicos jogos survivor-horror que podem ser jogados com multi-player. E é aqui que surge uma das grandes inovações de ObsCure, o modo para dois jogadores. Duas pessoas podem encarnar os dois personagens, e descobrir os mistérios em conjunto. A aventura fica mais divertida, a interação entre os dois jogadores é bem mais real e os combates ficam então mais emocionantes.
Quando virem manchas pretas a cobrir as paredes, do teto e solo,algo muito mau vem aí, preparem as lanternas/armas. Não existe uma grande variedade de monstros no jogo, apenas cerca de uma dezena. Mas uma coisa todos têm em comum: estão protegidos por uma nébula negra, que tem de ser eliminada de forma a torná-los indefesos às balas. Para isso é necessário usar as várias lanternas espalhadas pelo jogo, que pode ser colada com uma fita adesiva. Parte do jogo desenrola-se de dia, e vamos poder partir vários vidros, de coisas como computadores, máquinas de bebidas (úteis para recuperar energia), ou janelas. Estas últimas são muito importantes, pois deixam entrar a luz nas salas, matando os monstros por perto.
ObsCure tem uma trilha sonora, composta pela música “Still Waiting”, do Sum 41, e “Don't think the way they do”, da banda Span.

## Sequências
Em setembro de 2007 foi lançado o segundo jogo da série, intitulado de ObsCure 2, para os consoles Playstation 2, Wii e PC.